# Micropsyrassa pilosella
Micropsyrassa pilosella är en skalbaggsart som först beskrevs av Bates 1892.  Micropsyrassa pilosella ingår i släktet Micropsyrassa och familjen långhorningar. Inga underarter finns listade i Catalogue of Life.